# Hořice (Blansko)
Hořice je vesnice, část okresního města Blansko. Nachází se asi 2,5 km na jihozápad od Blanska. Je zde evidováno 74 adres. Trvale zde žije 93 obyvatel.
Poprvé se Hořice uvádějí na soupisu blanenského panství, které pochází z let 1317 - 1318.
Hořice leží v katastrálním území Hořice u Blanska o rozloze 6,75 km2.
Narodil se zde olympijský vítěz Ludvík Daněk.